# La Selle-Guerchaise
Selle-Guerchaise (bret. Kell-Gwerc'h) – miejscowość i gmina we Francji, w regionie Bretania, w departamencie Ille-et-Vilaine.
Według danych na rok 1990 gminę zamieszkiwało 121 osób, a gęstość zaludnienia wynosiła 57 osób/km² (wśród 1269 gmin Bretanii Selle-Guerchaise plasuje się na 1021. miejscu pod względem liczby ludności, natomiast pod względem powierzchni na miejscu 1090.).